# Diferenciação (marketing)
Em Marketing, diferenciação é a capacidade que uma empresa tem de ser percebida como diferente dos concorrentes, em função de suas vantagens competitivas. Ela pode se diferenciar a partir da segmentação de seu mercado, seu posicionamento e seu Mix de Marketing (produto, preço, promoção e ponto-de-venda/distribuição).
Para a diferenciação de produtos, a empresa conta com uma extensa gama de parâmetros:
- Forma
- Características
- Desempenho
- Conformidade
- Durabilidade
- Confiabilidade
- Facilidade de reparo
- Estilo
- Design

Nem toda diferença é considerada significativa. Ela deve ser estabelecida até satisfazer os seguintes critérios:
- Importância: oferece um benefício de alto valor
- Destaque: é oferecida de maneira destacada
- Superioridade: é superior a outras maneiras de se obter o benefício
- Exclusividade: não pode ser facilmente copiada pela concorrência
- Acessibilidade: o comprador deve poder pagar pela diferença
- Lucratividade: deve ser lucrativa para a empresa